# Улица Раунас (Рига)
Улица Ра́унас (латыш. Raunas iela) — улица в Видземском предместье города Риги, в микрорайоне Тейка. Начинается от перекрёстка с Густава Земгала гатве и заканчивается пересечением с улицей Кегума. На всём протяжении имеет асфальтовое покрытие, 2 полосы движения. Общая длина улицы составляет 1660 метров.
Застроена частными и многоквартирными домами (до 5 этажей) разного времени постройки. Общественный транспорт по улице не курсирует, но на улице Кастранес есть остановка «Raunas iela».

## История
Улица Раунас — одна из старейших улиц Тейки. Она возникла в начале XX века и впервые упоминается в 1913 году, первоначально как Роннебургская улица (латыш. Ronneburgas iela). Своё название улица получила в честь одного из древнейших сёл Латвии, исторически носившего немецкое наименование Роннебург, а в 1920-е годы получившего латышское название Рауна. В 1925 году улица также получила современное название; в годы немецкой оккупации (1941—1944) вновь временно именовалась Ronneburgsche Strasse.
Улица исторически состоит из двух участков: первоначально она доходила лишь до улицы Кастранес, а её продолжение до улицы Маза Бикерниеку (ныне улица Кегума) было построено в 1935 году.

## Прилегающие улицы
Улица Раунас пересекается со следующими улицами:
- Густава Земгала гатве
- Улица Кастранес
- Улица Буртниеку
- Улица Лаймдотас
- Улица Клугу
- Улица Кегума